# Louis Pierre Vieillot
Louis Pierre Vieillot (Yvetot, 1748. május 10. – Sotteville-lès-Rouen, 1830. augusztus 24.) francia ornitológus. Zoológiai szakmunkákban nevének rövidítése: „Vieillot”.
Számos madárfajt ő írt le először a tudományos világ számára, többségüket a karibi szigetvilágból és Észak-Amerikából. Egyike volt az első ornitológusoknak, akik tanulmányozták a tollazatban beálló változásokat, és úttörőnek számított abban a tekintetben is, hogy kutatásai során nemcsak madárbőröket, hanem élő példányokat is tanulmányozott.

## Élete
Vieillot a franciaországi Yvetot-ban született. Üzleti tevékenysége során jutott el a Karib-szigetvilágba (Hispaniola, ma Haiti szigetére), de a francia forradalom idején kénytelen volt onnan az Egyesült Államokba szökni. Ekkoriban kezdte tanulmányozni az ország madárvilágát, illetve ekkor fogott anyaggyűjtésbe a régió madárvilágát bemutató könyvéhez, amely 1808-ban jelent meg, Histoire naturelle des oiseaux de l'Amérique Septentrionale címmel.
1800-ban (vagy 1801-ben) visszatért Franciaországba, ahol írói állást kapott a Bulletin des Lois című folyóiratnál. Közben tovább folytatta a madarakkal kapcsolatos szerzői tevékenységét, melynek eredményeként 1802-ben jelent meg az Histoire naturelle et générale des colibris, oiseaux-mouches, jacamars et promerops című műve, amelyben több egzotikus madárcsoportot mutatott be, és melyet barátja, Jean Baptiste Audebert illusztrált. A kiadvány folytatásaként 1806-ban jelent meg az Histoire naturelle des plus beaux oiseaux chanteurs de la zone torride című, némileg szubjektív ismertetése a forró égöv legszebbnek tartott énekesmadarairól.
Az 1816-ban megjelentetett, Analyse d'une nouvelle Ornithologie Elémentaire című kiadványában Vieillot felállította saját rendszerét a madarak tudományos rendszerezéséhez, melynek folytatását képezte az 1816-1819 közt kiadott Nouveau Dictionaire d'Histoire Naturelle című kiadványban való közreműködése. 1820-ban magára vállalta a Tableau encyclopédique et méthodique című összeállítás folytatását, amit még Pierre Joseph Bonnaterre kezdett meg 1790-ben. 1823 és 1830 között rendszeresen írt az Ornithologie Française című folyóiratba.
Élete utolsó szakaszáról nem sok biztos adat ismert; úgy tudni, hogy szegénységben halt meg Rouenban.

## A tiszteletére elnevezett fajok
A róla elnevezett fajok:
- Puerto Ricó-i gyíkászkakukk (Coccyzus vieilloti vagy Saurothera vieilloti)
- szaheli bajszika (Lybius vieilloti)

## Művei
- Histoire naturelle des plus beaux oiseaux chanteurs de la zone torride. Dufour, Paris, 1805
- Histoire naturelle des oiseaux de l'Amérique septentrionale. Desray, Paris, 1807–1808
- Analyse d'une nouvelle ornithologie élémentaire. d'Éterville, Paris, 1816
- Mémoire pour servir à l'histoire des oiseaux d'Europe. Turin, 1816
- Ornithologie. Lanoe, Paris, 1818
- Faune française ou Histoire naturelle, générale et particulière des animaux qui se trouvent en France. Le Vrault & Rapet, Paris, Strasbourg, Bruxelles, 1820–1830
- La galerie des oiseaux du cabinet d'histoire naturelle du jardin du roi. Aillard & Constant-Chantpie, Paris, 1822–1825
- Ornithologie française ou Histoire naturelle, générale et particulière des oiseaux de France. Pelicier, Paris, 1830

## Fordítás
- Ez a szócikk részben vagy egészben  a   Louis Pierre Vieillot című angol Wikipédia-szócikk fordításán alapul.  Az eredeti cikk szerkesztőit annak laptörténete sorolja fel. Ez a jelzés csupán a megfogalmazás eredetét és a szerzői jogokat jelzi, nem szolgál a cikkben szereplő információk forrásmegjelöléseként.